# 부안군의회
부안군의회는 전북특별자치도 부안군 지역을 관할하는 기초의회이다.